# Eupithecia trifasciata
Eupithecia trifasciata är en fjärilsart som beskrevs av Wolff 1929. Eupithecia trifasciata ingår i släktet Eupithecia och familjen mätare. Inga underarter finns listade i Catalogue of Life.